# Glödnitz
Glödnitz  är en ort och kommun  i Österrike. Den ligger i distriktet Sankt Veit an der Glan i förbundslandet Kärnten, i den centrala delen av landet, 230 km sydväst om huvudstaden Wien. 
Kommunen består av 19 orter (Ortschaften) (inom parentes invånarantal 1 januari 2024):

- Altenmarkt (127)
- Bach (15)
- Brenitz (40)
- Eden (15)
- Flattnitz (96)
- Glödnitz (328)
- Grai (11)
- Hohenwurz (0)
- Jauernig (2)
- Kleinglödnitz (8)
- Laas (31)
- Lassenberg (29)
- Moos (17)
- Rain (5)
- Schattseite (11)
- Torf (23)
- Tschröschen (8)
- Weißberg (28)
- Zauchwinkel (38)